# Stegana watabei
Stegana watabei är en tvåvingeart som beskrevs av Vasily S. Sidorenko 1998. Stegana watabei ingår i släktet Stegana och familjen daggflugor. Inga underarter finns listade i Catalogue of Life.